# San Fernando (Catamarca)
San Fernando es una localidad de la provincia argentina de Catamarca, dentro del departamento Belén.
Se encuentra en el km 4138 de la Ruta Nacional 40, a unos 47 km al norte de la ciudad de Belén.
El municipio fue creado por ley N.º 4550 sancionada el 18 de diciembre de 1987:

ARTÍCULO 1.- Créase la Municipalidad de Segunda Categoría cuya denominación será: "MUNICIPALIDAD DE SAN FERNANDO" con jurisdicción en los Distritos de San Fernando y El Eje, ambos correspondientes al Departamento Belén.
 ARTÍCULO 2.- Exclúyase de la jurisdicción de la Municipalidad de "Puerta de San José" creada por Ley N.º 4274 al Distrito San Fernando, para crear esta Comuna incorporándolo a la misma.
 ARTÍCULO 3.- Exclúyese el Artículo 1º de la Ley N.º 3616 en orden a la jurisdicción de la Municipalidad de Hualfín a la Localidad de El Eje, para ser incorporada a la Comuna creada por el presente instrumento legal.

Dependen del municipio las comunas (delegaciones comunales o municipales) de Villa de San Fernando y El Eje.

## Población
Cuenta con 649 habitantes (Indec, 2001) lo que representa un incremento del 7% frente a los 609 habitantes (Indec, 1991) del censo anterior.